# Capcom Vancouver
A Capcom Vancouver (korábban Blue Castle Games) kanadai székhelyű videójáték-fejlesztő cég, a Capcom leányvállalata. A cég Blue Castle Games név alatt számos sikeres baseball játékot készített el, így a The Bigst, az MLB Front Office Managert vagy a The Bigs 2 Baseballt, de ezek mellett a Dead Rising túlélőhorror videójáték sorozatot is ők fejlesztik. A Blue Castle Gamest a Dead Rising 2 megjelenése után felvásárolta a Capcom, majd átnevezte azt Capcom Vancouverre.

## A cég története
A céget 2005. július 4-én alapították a kanadai Burnaby-ban. A cég mindössze tizenként alkalmazottal készítette el első játékát, a 2007-ben megjelent The Bigst, azonban a vállalat 2010-ben már körülbelül 170 alkalmazottat foglalkoztatott. 2008 februárjában a Blue Castle Games egy vancouveri céggel (Slant Six Games) megosztva megnyerte a legjobb új videójátékos cégnek járó díjat a Canadian Awards for the Electronic & Animated Arts (ELAN) díjátadón. A Capcom Vancouver számos alkalmazottja korábban az EA Canada munkatársa volt, aminek székhelye mindössze néhány háztömbnyire van a Capcom Vancouver épületétől.

## Videójátékaik

### Blue Castle Gamesnév alatt
| Év   | Cím                      | Platform                                                                       |
| ---- | ------------------------ | ------------------------------------------------------------------------------ |
| 2007 | The Bigs                 | PlayStation 2, PlayStation 3, PlayStation Portable, Wii, Xbox 360              |
| 2009 | MLB Front Office Manager | Microsoft Windows, PlayStation 3, Xbox 360                                     |
| 2009 | The Bigs 2 Baseball      | Nintendo DS, PlayStation 2, PlayStation 3, PlayStation Portable, Wii, Xbox 360 |
| 2010 | Dead Rising 2: Case Zero | Xbox 360                                                                       |
| 2010 | Dead Rising 2            | Microsoft Windows, PlayStation 3, PlayStation 4, Xbox 360, Xbox One            |
| 2010 | Dead Rising 2: Case West | Xbox 360                                                                       |

### Capcom Vancouvernév alatt
| Év   | Cím                           | Platform                                                            |
| ---- | ----------------------------- | ------------------------------------------------------------------- |
| 2011 | Dead Rising 2: Off the Record | Microsoft Windows, PlayStation 3, PlayStation 4, Xbox 360, Xbox One |
| 2013 | Dead Rising 3                 | Microsoft Windows, Xbox One                                         |
| 2016 | Dead Rising 4                 | Microsoft Windows, Xbox One, PlayStation 4                          |
| 2017 | Puzzle Fighter                | iOS, Android                                                        |